# 4461 Саяма
4461 Саяма (4461 Sayama) — астероїд головного поясу, відкритий 5 березня 1990 року.
Тіссеранів параметр щодо Юпітера — 3,234.
Названо на честь Саями (яп. さやま(狭山) саяма).